# Églises rupestres d'Ivanovo
Les églises rupestres d'Ivanovo sont un ensemble d'églises, chapelles et monastères creusés dans la roche, situés à proximité du village d'Ivanovo en Bulgarie.
La plus vieille église date du XIIe siècle. Le 22 octobre 1979, les églises furent inscrites sur la liste du patrimoine mondial de l'UNESCO. Les églises se trouvent à environ 20 kilomètres au sud de Roussé, sur les contreforts de Russenski Lom.

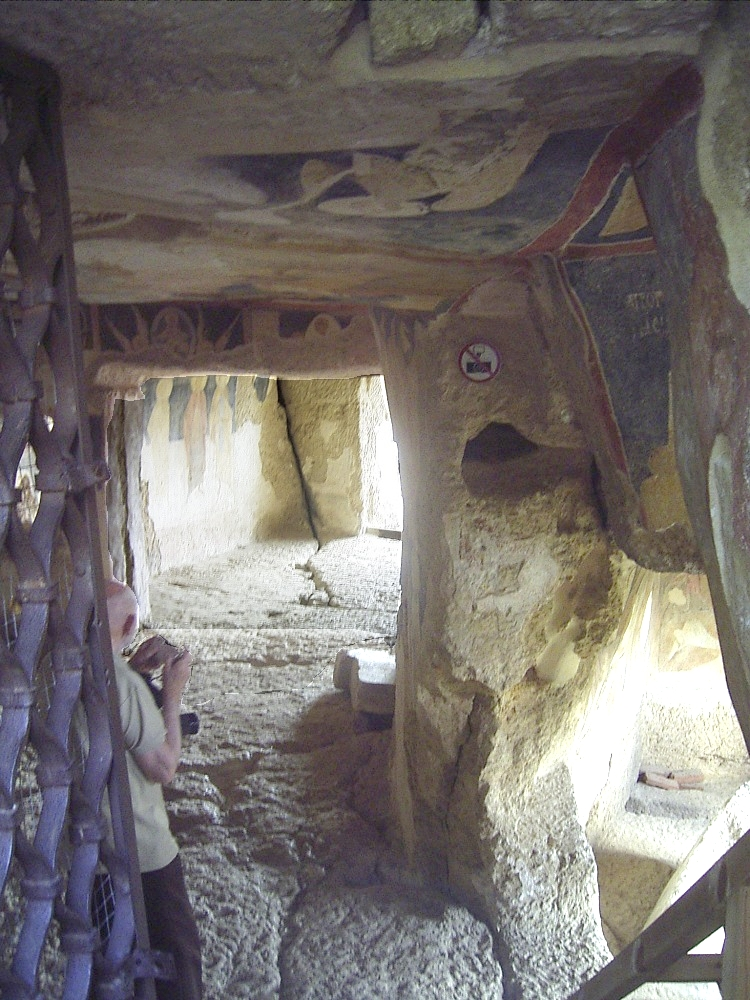
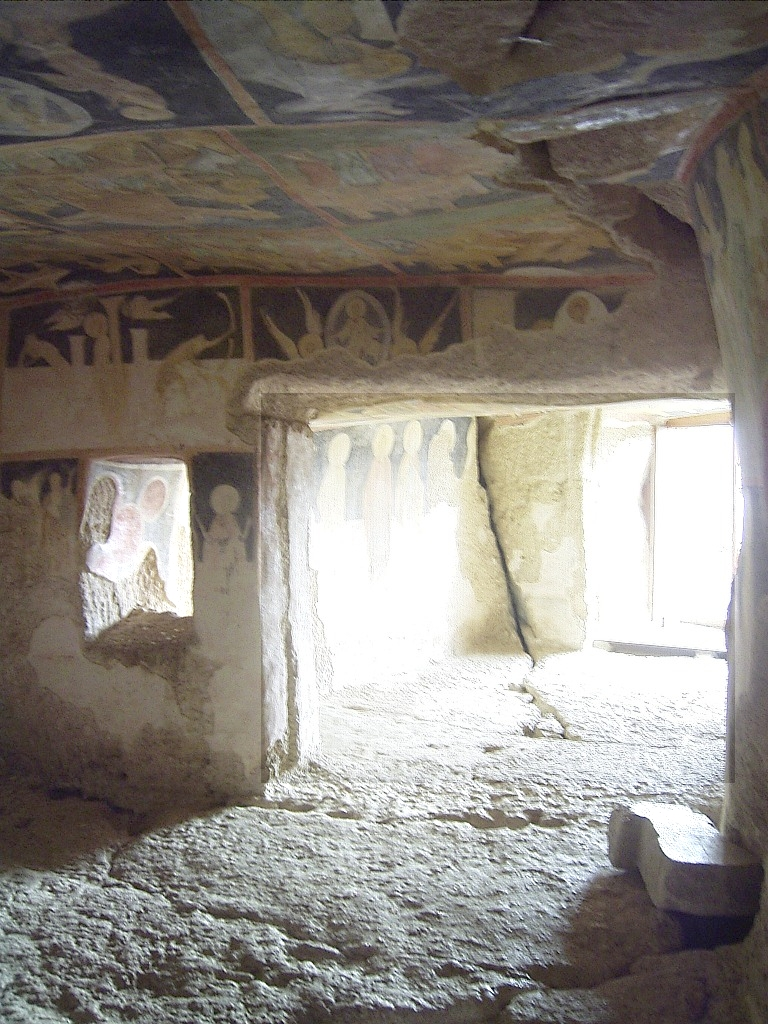
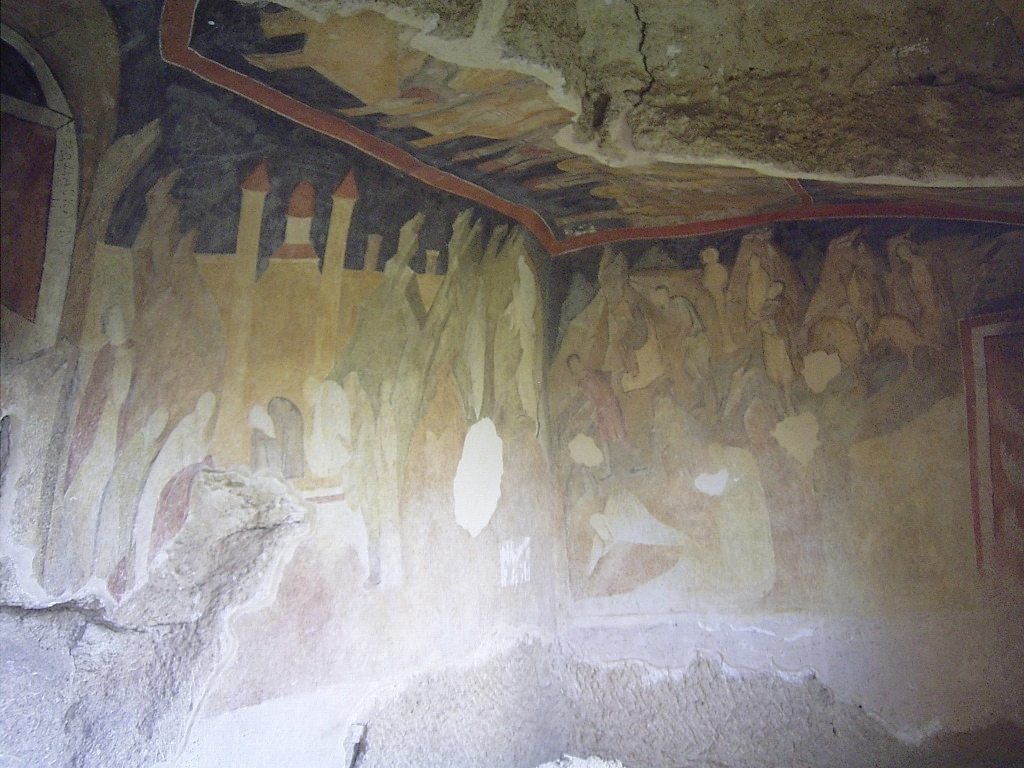
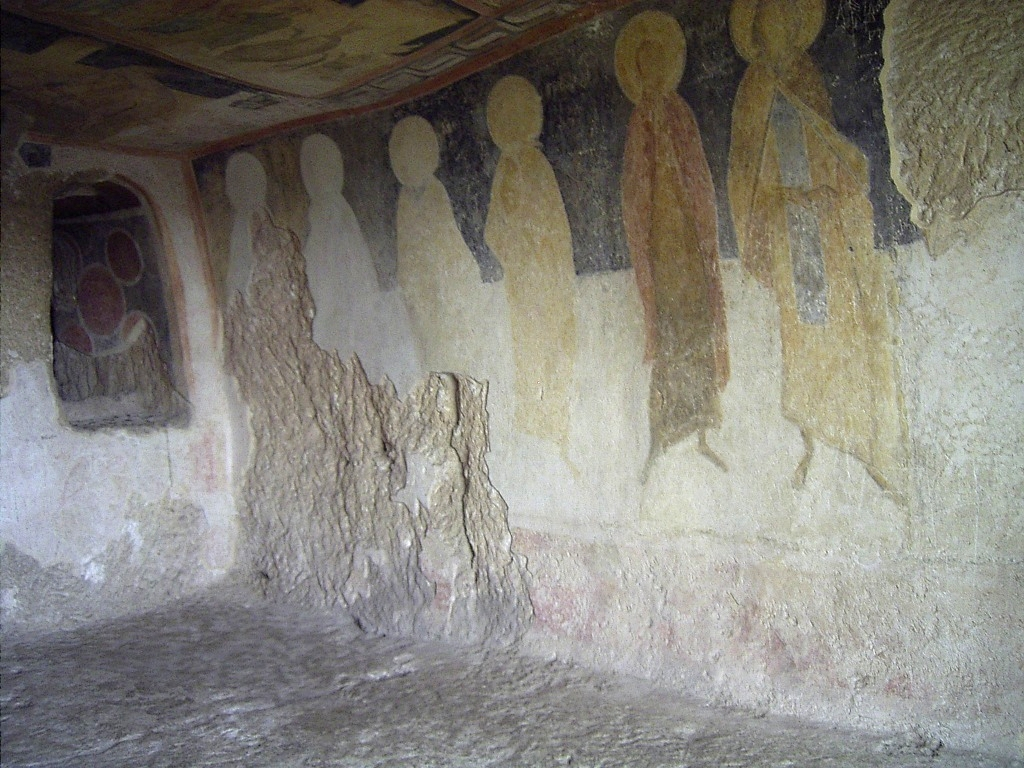
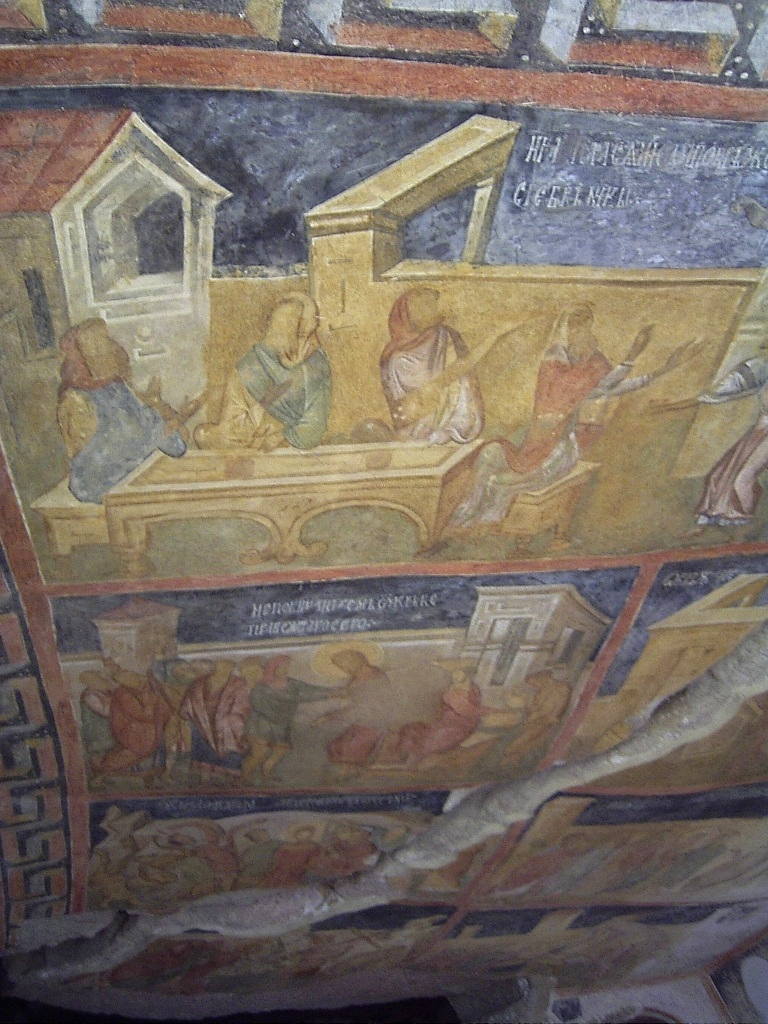
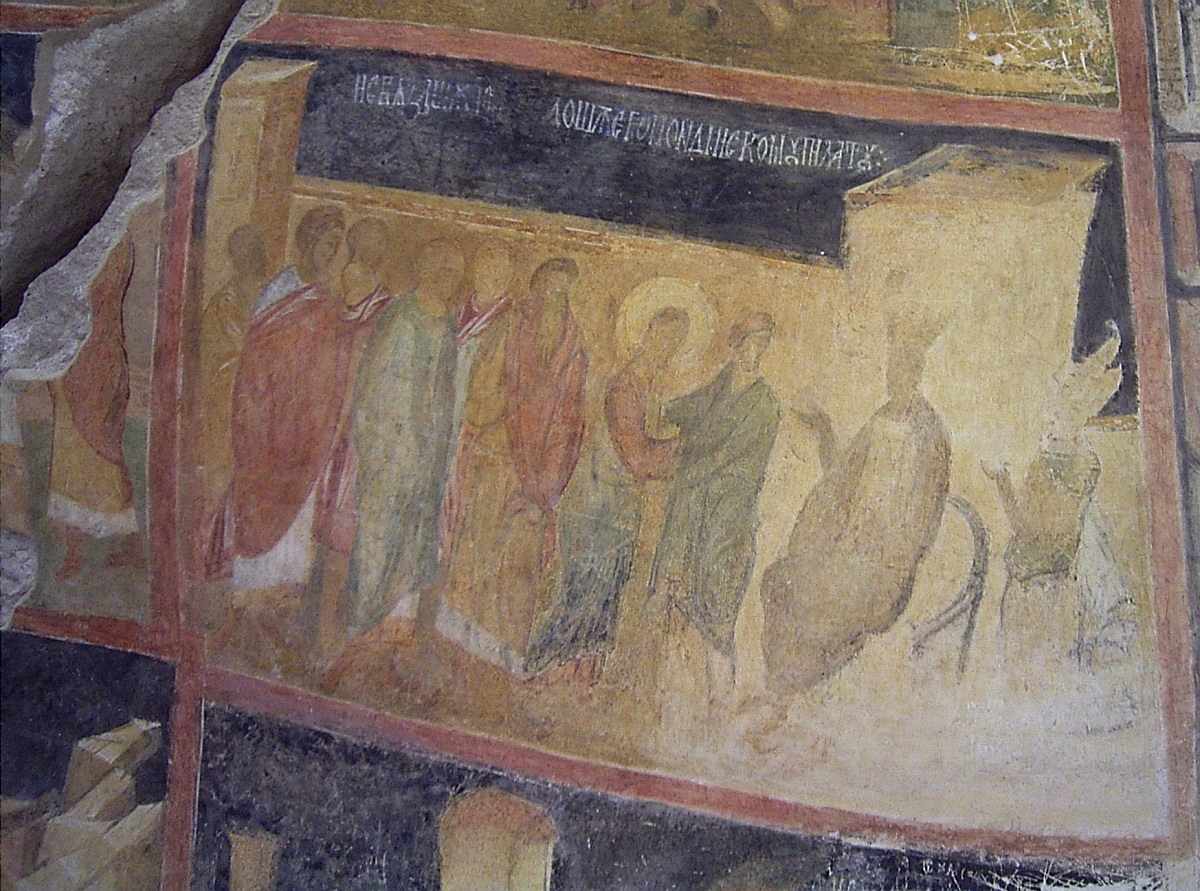